# Wumpscut:
:Wumpscut: (algumas vezes referido como Wumpscut ou :W:) é um projeto de electro-industrial da Alemanha, fundado em maio de 1991 por Rudy Ratzinger.

## História e Membros
Ratzinger sempre era muito criativo, ocasionalmente oferecendo ajuda a outros artistas, influenciando bandas como "Leæther Strip". Esse foi seu motivo para para parar de ser DJ e começar a gravar música.
O lançamento em inglês da música Soylent Green, que foi nomeada depois do filme ""1973" e que contém samples da versão alemã (é costume lançar músicas em alemão e em inglês), foi o primeiro item de atração de :wumpscut:. Desde que foi lançada em 1993, ela tem sido freqüentemente tocada em eventos e em clubes das subculturas gótica e industrial.
O artista havia publicado inúmeras músicas e remixes de outros artistas. :wumpscut: é também bem conhecido por elaborar lançamentos de boxes que incluem versões limitadas de um disco anterior e por material extra (faixas bônus, posters, mochilas, etc). A mercadoria autônoma está também disponível como tampões, canecas, etc.
Ratzinger também começou com sua gravadora própria, Beton Kopf Media, em 1995, que é restrita à lançamentos de :wumpscut: apenas. Em 1996 ele abriu a gravadora Mental Ulcer Forges. que foi fechada após um tempo, mas retornou em 2006. A gravadora lançou álbuns das bandas "Remyl", "Noisex", "B-Ton-K", "Yendri" e "F/A/V". Rudy também cuidou da gravadora Fleisskoma com Karl Kimmerl (B-Ton-K), que lançou trabalho pela banda "Press to Transmit".
O logo de :wumpscut: carrega uma semelhança impressionante ao logo da corporação fictional "Weyland-Yutani" do filme Alien; Ratzinger incorporou samples do terceiro filme para seu álbum Boeses Junges Fleisch, e do quarto filme para o álbum Wreath of Barbs.

## Discografia
Esta são apenas os lançamentos principais. Para mais informações, veja um dos links externos.
- 1991: Defcon
- 1992: Small Chambermusicians
- 1993: Music for a Slaughtering Tribe
- 1994: Dried Blood
- 1994: Smell the Disgusting Sweet Taste of Dried Blood]] (1994)
- 1994: Gomorra
- 1995: Bunkertor 7
- 1996: Mesner Tracks
- 1997: Music for a Slaughtering Tribe II
- 1997: Embryodead
- 1997: Born Again
- 1997: Dried Blood of Gomorrha
- 1999: Totmacher
- 1999: Eevil Young Flesh
- 1999: Boeses Junges Fleisch
- 1999: Ich Will Dich
- 1999: Deadmaker
- 2000: Blutkind
- 2001: Deliverance
- 2001: Wreath of Barbs
- 2002: Liquid Soylent
- 2003: Music For A German Tribe
- 2004: Bone Peeler
- 2005: Blondi
- 2005: Evoke
- 2006: Jesus Antichristus & Die Liebe
- 2006: Cannibal Anthem
- 2006: Killer Archives
- 2007: Body Census